# Vane-Gletscher
Der Vane-Gletscher ist ein großer Gletscher im westantarktischen Marie-Byrd-Land. Er fließt von den nordöstlichen Hängen des Mount Murphy zum Crosson-Schelfeis an der Walgreen-Küste, das er zwischen dem Eisberg Head und dem Boyd Head erreicht.
Der United States Geological Survey kartierte ihn anhand eigener Vermessungen und Luftaufnahmen der United States Navy aus den Jahren von 1959 bis 1966. Das Advisory Committee on Antarctic Names benannte ihn 1976 nach Gregg Alan Vane (* 1947), US-amerikanischer Austauschwissenschaftler auf der sowjetischen Nowolasarewskaja-Station im Jahr 1972.